# Cedric Myton

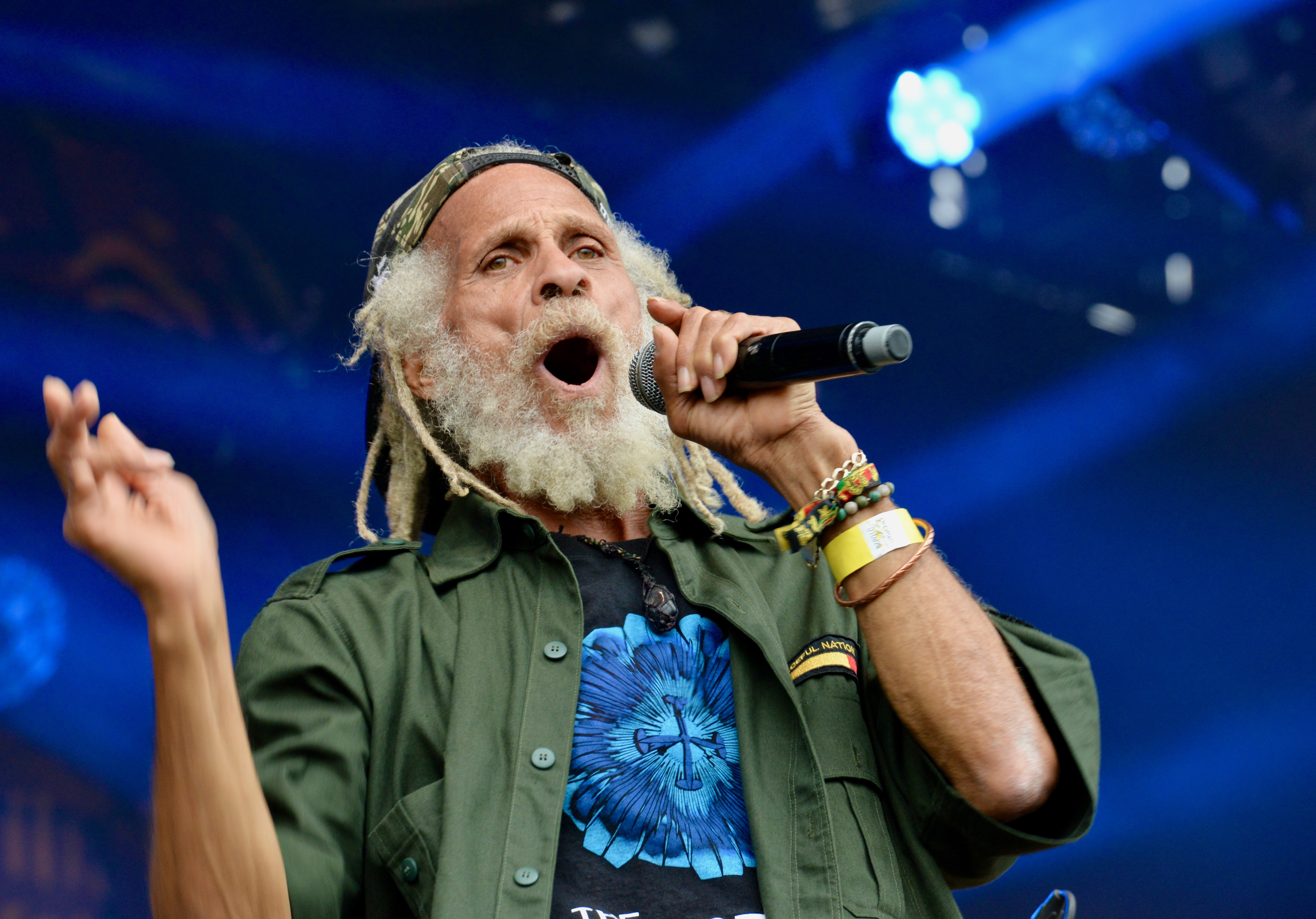
tocando com The Congos, Reggae Geel, 2 de agosto de 2019, Bélgica.

Cedric Constantine Myton (Old Harbour, 1947), mais conhecido simplesmente por Cedric Myton, é um cantor de reggae jamaicano adepto do movimento rastafári, conhecido por seu trabalho com os grupos  The Congos, The Bell Stars e Inna de Yard. Ele é considerado um dos grandes nomes do roots reggae, subgênero do reggae caracterizado por músicas de temática espiritual e do cotidiano, com letras que geralmente remetem à pobreza, ao orgulho negro, às questões sociais, e à opressão racial.
Em 2019, ele fez uma participação especial no álbum Viver (Diz aí), o primeiro da carreira solo de Marcelo Falcão.

## Carreira
Myton nasceu em 1947, em uma vila pobre da Jamaica, chamada Old Harbour. Ele começou sua carreira de cantor com o grupo The Bell Stars, com o qual gravou o single 45 "over and over" (1967), que foi um pequeno sucesso. Ao lado de Lincoln Thompson, "preps "Lewis e Devon Russell, Myton formou o The Tartans em 1968. Este grupo lançou muitos singles, mas obteve certo sucesso inicial com o hit "Dance All Night".
Depois de alguns anos, o The Tartans se separarou e Myton, ao lado de Lincoln "Prince" Thompson, formou "The Royal Rasses". Foi nesse período que começaram a crescer seus dread locks e passou a comer apenas alimentos Ital (uma dieta baseada em frutas, legumes e outros vegetais, com restrição de alimentos industrializados e carnes). Tudo isso faz parte da fé Rastafari, que inicia com o batismo pelo fogo.
Myton passou quase 3 anos ao lado de Thompson, escrevendo as faixas que constituiriam o álbum Royal Rasses Humanity. Myton também cantou em todas as faixas da Humanity. Este álbum foi um grande sucesso, embora Myton tenha deixado o Royal Rasses logo após o lançamento do Humanity. A banda continuou sem Myton, que passou a formar o The Congos, ao lado de Roydel Johnson e Watty Burnett.
O primeiro álbum que gravaram, Heart of the Congos, foi produzido por Lee "Scratch" Perry. Devido a uma disputa entre o favoritismo de Perry e Island Records por Bob Marley, Heart Of The Congos, foi arquivado porque foi considerado "um álbum forte". A Island Records, liderada por Chris Blackwell, achava que tiraria a atenção de Marley. Inicialmente, foi lançado em números muito limitados pela gravadora Black Art de Perry e Perry re-mixou o álbum adicionando vários sons externos, como "chifres de vaca" fornecidos pelo barítono Burnett. Muitos anos depois, o grupo inglês The Beat lançou Heart Of The Congos em seu próprio selo Go-Feat, assim como a empresa Blood And Fire. Heart Of The Congos foi um grande sucesso.
Mais tarde, Myton seguiu uma carreira solo. Depois de algum tempo, o Congos reformou e gravou um álbum intitulado Back in the Black Ark. O grupo também fez uma turnê, aparecendo em festivais de música como o Rototom Sunsplash 2012.

## Filmografia
- Fonte:IMDB[6]

| Ano  | Filme                                      | Gênero       | Papel     |
| ---- | ------------------------------------------ | ------------ | --------- |
| 2011 | Holding on to Jah                          | Documentário | Ele mesmo |
| 2011 | Icon Eye                                   | Documentário |           |
| 2017 | Two Sevens Clash: Dread Meets Punk Rockers | Documentário | Ele mesmo |
| 2019 | Inna de Yard - The Soul Of Jamaica         | Documentário | Ele mesmo |